# Rasim Atala
Rasim Atala (* 27. Januar 1905 in Istanbul; † 1969) war ein türkischer Fußballtorhüter. Durch seine langjährige Tätigkeit für Galatasaray Istanbul und als dessen Eigengewächs wird er mit diesem Verein assoziiert und von Vereins- und Fanseiten als wichtige Persönlichkeit der Vereinsgeschichte angesehen. So gehörte er jener Galatasaray-Mannschaft an, die in den 1920er Jahren den türkischen Fußball dominierte und fünf von acht möglichen Istanbuler Meisterschaften holte.

## Spielerkarriere

### Verein
Atala spielte in der Nachwuchsabteilung von Galatasaray Istanbul und wurde hier im Laufe der Saison 1925/26 in den Profikader aufgenommen. Er kam in dieser Spielzeit in einer Partie der İstanbul Ligi (dt. Istanbuler Liga) zum Einsatz und gab damit sein Profidebüt. Da damals in der Türkei keine landesübergreifende Profiliga existierte, existierten stattdessen in den Ballungszentren wie Istanbul, Ankara und Izmir regionale Ligen, von denen die İstanbul Ligi (auch İstanbul Futbol Ligi genannt) als die Renommierteste galt. Im weiteren Saisonverlauf absolvierte Atala keinen anderen Ligaeinsatz und wurde mit seiner Mannschaft mit deutlichem Punkteabstand zum Erzrivalen Fenerbahçe Istanbul Istanbuler Meister. Atala spielte bis zum Sommer 1934 für Galatasaray, fristete während dieser Zeit fast ausschließlich ein Reservistendasein und blieb erst der Ersatz von Ulvi Yenal und später der von Avni Kurgan. Lediglich in der Saison 1928/29 verdrängte er Yenal und hütete bei neun von zehn möglichen Toren das Tor Galatasarays. Im Verlauf der nächsten Spielzeit verlor er seinen Stammplatz an den neuen Torhüter Kurgan.

### Nationalmannschaft
Atala begann seine Nationalmannschaftskarriere 1926 mit einem Einsatz für die türkische Nationalmannschaft im Testspiel gegen die polnische Nationalmannschaft. Mit dieser Begegnung absolvierte er sein erstes und letztes Länderspiel.

## Erfolge
Mit Galatasaray Istanbul
- Meister der İstanbul Futbol Ligi: 1925/26, 1926/27, 1928/29, 1930/31
- Sieger im Gazi Büstü: 1928/29